# Ottawa Civics
Die Ottawa Civics waren eine Eishockeymannschaft aus Ottawa, die in der nordamerikanischen World Hockey Association (WHA) aktiv war. Nachdem man die Denver Spurs, die zur Saison 1975/76 den Spielbetrieb aufgenommen hatten, mit einem Rettungsversuch im Januar 1976 nach Ottawa umsiedelte, spielte man dort noch 15 Tage, ehe der Spielbetrieb komplett eingestellt wurde.

## Geschichte
Nachdem die Denver Spurs im Verlauf der Saison 1975/76 durch den geringen Zuschauerzuspruch in Denver in finanzielle Schwierigkeiten geraten war, zog Teambesitzer Ivan Mullenix die Notbremse und plante das Franchise nach Ottawa zu verkaufen. Am 2. Januar 1976 war der Umzugstermin nach Ottawa. Das Team sollte von der „Founders Group“ übernommen werden.
Der Zuspruch von den Zuschauern war hoch und so wurde eines der beiden Spiele im Ottawa Civic Centre sogar von 9500 Zuschauern besucht. Doch die „Founders Group“ schaffte es nicht, die erforderliche Summe zu bezahlen, und so kam nach nur 15 Tagen am 17. Januar das endgültige Aus für das Team, das auch in Ottawa noch in den Trikots und mit dem Logo aus Denver angetreten war. Nach nur acht Monaten endete die Geschichte des Spurs/Civics-Franchise in der WHA. Sie waren das erste Franchise in der Geschichte der WHA, das während der laufenden Saison den Spielbetrieb einstellen musste.
Nach der Aufgabe des Franchise wurden die Spieler allesamt zu Free Agents erklärt und in einem Dispersal Draft unter den anderen Mannschaften der Liga aufgeteilt.

Ein für die Civics entworfenes Logo, das aber nie offiziell vorgestellt wurde

### Vereinsrekorde
- Meiste Spiele: 6 Spieler bestritten alle 41 Spiele
- Meiste Tore: Ralph Backstrom und Don Borgeson 21 Tore
- Meiste Vorlagen: Ralph Backstrom 29 Assists
- Meiste Punkte: Ralph Backstrom 50 Punkte
- Meiste Strafminuten: John Arbour 49 Strafminuten

- Meiste Spiele eines Torhüters: Bob Johnson 24 Spiele
- Meiste Siege eines Torhüter: Bob Johnson 8 Siege
- Meiste Shutouts: Cam Newton 1 Shutout

## Bekannte Spieler
- Ralph Backstrom